# Scalco

Coltello da scalco (anni 1940)

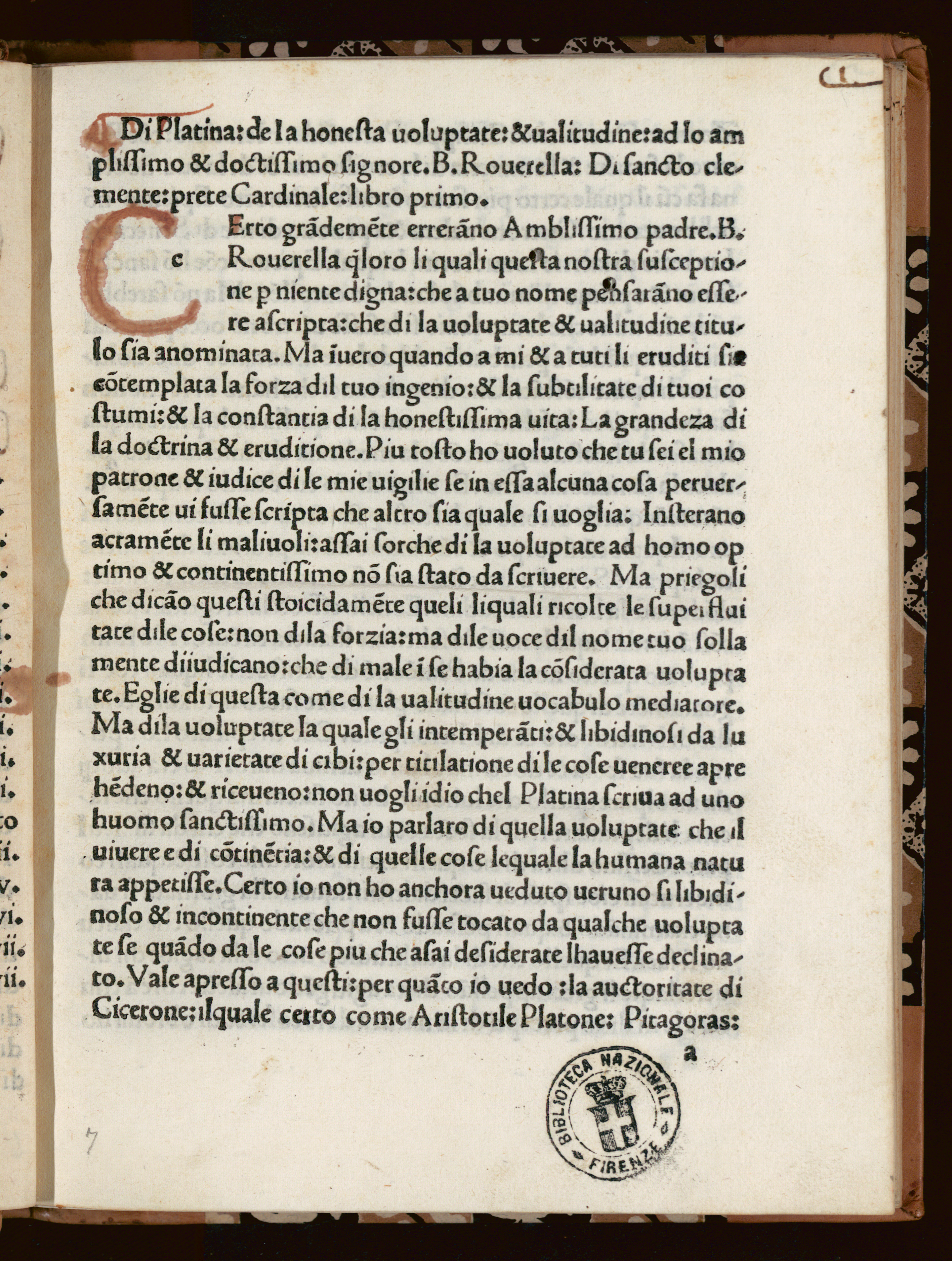
Bartolomeo Sacchi, De honesta voluptate et valetudine

Scalco è un termine medioevale che deriva dal latino scalcus e significa servitore. Lo scalco non va confuso né con il capocuoco, come molti credono, né con il trinciante, cioè con colui che disossava e affettava le carni cucinate. In età rinascimentale e barocca lo scalco era, più propriamente, il soprintendente alle cucine principesche e aristocratiche: spettava a lui selezionare e dirigere i cuochi e la servitù, provvedere alla mensa quotidiana del suo signore, con cui teneva personalmente i rapporti, rifornirne la dispensa, organizzare i banchetti nei minimi dettagli e organizzare per conto suo i famosi simposi.
Non era quindi un semplice servitore, anche se di rango elevato, ma un cortigiano: un gentiluomo per nascita o, più raramente, per meriti culinari. Perciò, a differenza dei cuochi, a cui era vietato, poteva vestire in modo ricercato, e portare barba, baffi e parrucca.
I più noti rappresentanti della categoria degli scalchi furono:
- Bartolomeo Sacchi (1421 - 1481), detto "il Platina", al servizio dei Gonzaga, del papa Sisto IV e autore del De honesta voluptate et valetudine;
- Cristoforo di Messisbugo (? - 1548), alla corte Estense a Ferrara;
- Giovan Battista Rossetti (?-?), alla corte Estense a Ferrara, autore del trattato "Lo scalco", pubblicato nel 1584;
- Antonio Latini di Castello di Collamato di Fabriano, alla corte del Re di Napoli;
- Maestro Martino da Como, al servizio esclusivo del cardinale Trevisan (Diocesi di Vittorio Veneto);
- Bartolomeo Scappi, alla corte papalina di Pio V, che introdusse l'impanatura prima della frittura;
- François Vatel (1631-1671), maestro di cerimonia del Principe di Condé. Si suicidò per il ritardo della consegna del pesce che metteva in pericolo la cena nel Castello di Chantilly, alla quale assisteva Luigi XIV;
- Marie-Antoine Carême (1784 - 1833), genio dei fornelli per il Direttorio e specialista in salse della cucina francese;
- Carlo Antonio Corradi (Cagli 1620, post 1676), da Cagli, maestro di cerimonia del cardinale Cesare Rasponi.